# Йосафат Шишков
Йосафат Шишков е български католически свещеник, успенец.

## Биография
Роберт-Матей Шишков e роден в Пловдив на 9 февруари 1884 г. в многочислено семейство на католици. На 9 години той постъпва в малката семинария на успенците в Кара-Агач, близо до Одрин, където завършва начално и средно образование през 1899 г. Като успенец приема името Йосафат. На 24 април 1900 г., става послушник във Фанараки, близо до Цариград, където дава вечните си обети на 25 май 1902 г.
Работи в няколко от мисиите на успенците в България – Ямбол (1901-1902), Караагач (1902-1903) и Варна (1903-1904), преди да се присъедини към семинарията в Лувен, Белгия, където учи философия и теология от 1904 г. до 1909 г. Ръкоположен е за свещеник на 11 юли 1909 г. в град Малин, Белгия.
Връща се в България, където става учител в колежите „Св. Августин" в Пловдив (1909-1910) и „Св. Михаил" във Варна (1910-1911), Караагач в Турция (1911- 1914), по време на Първата Световна война (1914-1919) отново в Пловдив и пак във Варна (1919-1929), директор е на малката семинария „Св. св. Кирил и Методий" в гр. Ямбол (1929-1938), като в същото време е свещеник и в латинската ямболска енория „Пресвето сърце Исусово".
Той е бил изключително деен човек, добър музикант, проповедник и възпитател, с ведър темперамент и с чувство за хумор. В малката семинария в Ямбол, той разширява сградата, за да приеме трийсет семинаристи от двата обреда, латински и славянски. Там служат литургията една седмица на славянски, една на латински. Увлича се от техническия напредък. През 1932 г. въвежда в обучението в Ямболската семинария радиопредавател и прожекционен апарат. Той е първият човек от Ямбол, който доставя и ползва пишеща машина на кирилаца. Организира вечеринки за младежите, които за първи път, благодарение на него слушат грамофон. Много млади хора присъстват на неговите демонстрации. Негов чест гост в семинарията е Монсеньор Ронкали, тогава папски представител в България.
През 1937 г. се връща във Варна, където създава френско-български център, който наброява повече от 150 души. През 1949 г., когато свещениците чужденци са принудени да напуснат България, епископ Евгений Босилков го назначава енорийски свещеник във Варна. Неуморимо работи за да оживи тази енория, като в същото време продължава да пише статии в-к „Поклонник" ‒ малко списание предназначено за българските католици.
През декември 1951 г. е арестуван с обвинение за шпионаж. На 3 октомври 1952 г. Софийски градски съд произнася присъдите на 40 души съдени по един от т.нар. Католически процеси. Четирима души са осъдени на смърт чрез разстрел: никополският епископ Евгений Босилков, отец Камен Вичев, отец Павел Джиджов и отец Йосафат Шишков.
Присъдата е изпълнена в Централния софийски затвор през нощта на 11 ноември 1952 г. и не е известно точно къде са погребани екзекутираните.
На 26 май 2002 г. Папа Йоан Павел II на специална литургия-провъзгласяване на площад „Централен“ в Пловдив обяви отците Йосафат Шишков, Павел Джиджов и Камен Вичев за блажени.